# George Ernest Shelley
Il Capitano George Ernest Shelley (15 maggio 1840 – 29 novembre 1910) è stato un geologo e ornitologo britannico, nipote del poeta Percy Bysshe Shelley.
I suoi studi furono dedicati soprattutto agli uccelli dell'Africa.

Tra le sue opere ricordiamo A Monograph of the Cinnyridae, or Family of Sun Birds (1878), A Handbook to the Birds of Egypt (1872) e The Birds of Africa (5 volumi, 1896 - 1912).